# Joachim Schmidt (Diplomat)
Joachim Schmidt (* 27. Februar 1955 in Wuppertal; † 12. Juni 2017 in Hattingen) war ein deutscher Diplomat und ab 2014 bis zu seinem Tode Botschafter in Äthiopien.

## Biografie

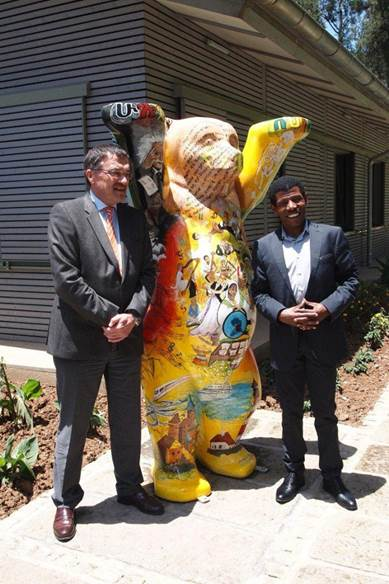
Joachim Schmidt und Haile Gebrselassie bei der Einweihung des Buddy Bear vor der Botschaft in Addis Abeba

Nach dem Abitur studierte er zwischen 1975 und 1983 Wirtschaftswissenschaft, Geschichte und Internationale Beziehungen an der Ruhr-Universität Bochum, University of California, Los Angeles und der School of Advanced International Studies (SAIS) in Bologna und Washington.
1984 trat er in den Diplomatischen Dienst und war nach Beendigung der Attachéausbildung 1986 bis 1988 zunächst in der Zentrale des Auswärtigen Amtes in Bonn eingesetzt. Nach einer Verwendung an der Botschaft in Indien von 1988 bis 1991 war er zwischen 1991 und 1999 erneut in verschiedenen Bereichen im Auswärtigen Amt tätig. 1999 war er zuerst für einige Zeit Leiter des Verbindungsbüros für Humanitäre Hilfe in Skopje, ehe er von 1999 bis 2000 Leiter der Interessensektion Deutschlands bei der Botschaft Japans in Belgrad wurde.
Im Anschluss war er zwischen 2000 und 2002 Botschafter in Jugoslawien und danach bis 2005 Referatsleiter für Personal im Auswärtigen Amt in Berlin. Danach war er noch von 2005 bis 2008 Inspekteur in der Zentralabteilung des Auswärtigen Amtes.
Vom 17. Juli 2008 bis Juni 2011 war er als Nachfolger von Michael Georg Schmunk, Botschafter der Bundesrepublik Deutschland in Bosnien und Herzegowina.
Von 2011 bis 2014 leitete er die Akademie Auswärtiger Dienst in Berlin.
Am 20. August 2014 hat er dem Präsidenten der Republik Äthiopien, Mulatu Teschome, sein Beglaubigungsschreiben überreicht, wodurch er offiziell als außerordentlicher und bevollmächtigter Botschafter der Bundesrepublik Deutschland in Äthiopien akkreditiert wurde als Nachfolger von Lieselore Cyrus.